# Lamposaari (ö i Norra Karelen, Joensuu, lat 63,05, long 29,85)
Lamposaari är en ö i Finland. Den ligger i sjön Herajärvi och i kommunen Kontiolax i den ekonomiska regionen  Joensuu ekonomiska region  och landskapet Norra Karelen, i den sydöstra delen av landet, 400 km nordost om huvudstaden Helsingfors. Öns area är 0,8 hektar och dess största längd är 140 meter i sydväst-nordöstlig riktning.